# Listă de forme de relief pe Charon

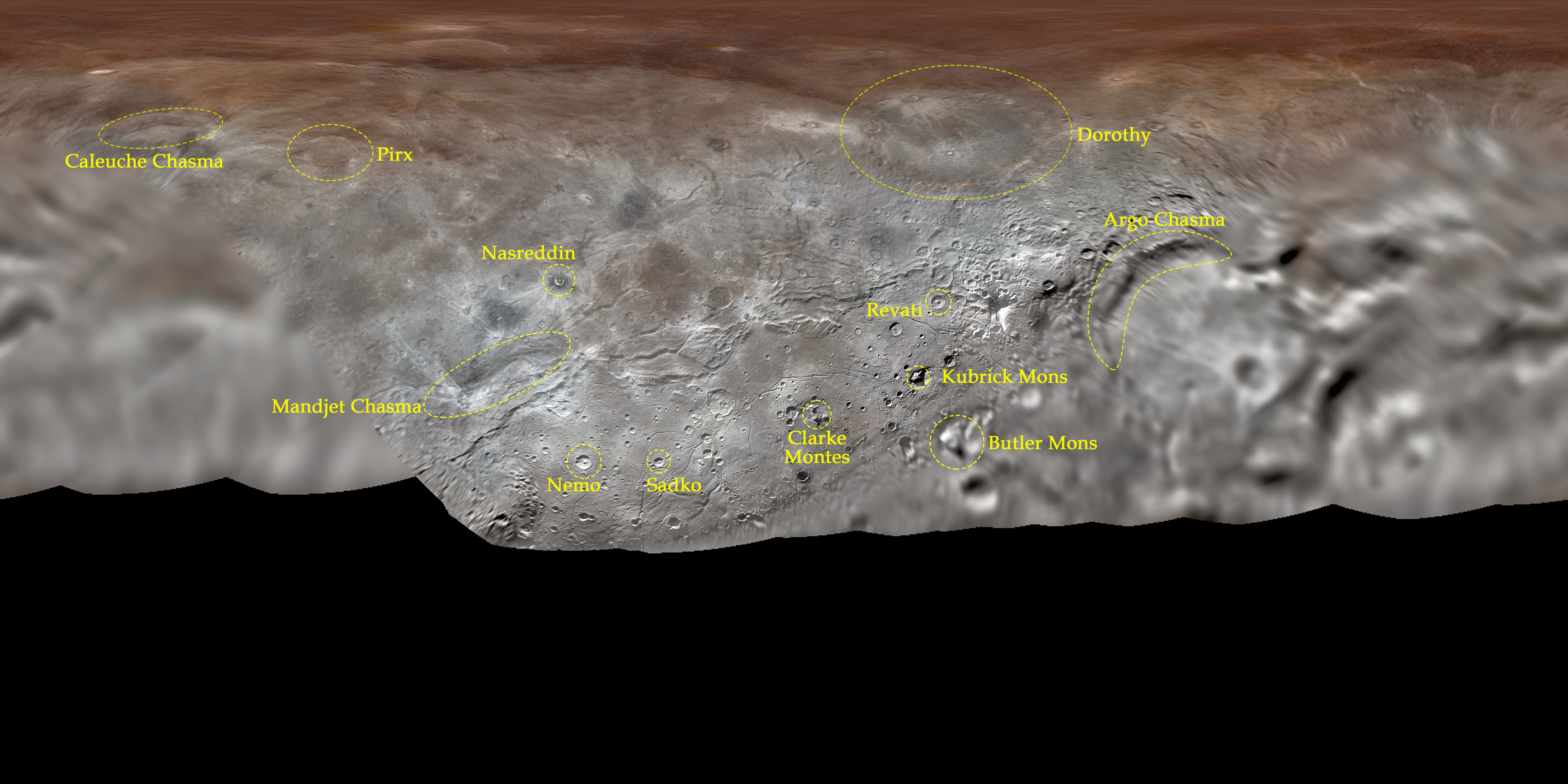
Hartă anotată a lui Charon, cu numele aprobate de IAU până în 2018

Formele de relief de pe Charon, cel mai mare satelit al lui Pluto, sunt cartografiate de către oameni de știință, folosind date de la sonda New Horizons. Echipa le-a dat nume provizorii celor mai proeminente.
Până în aprilie 2020, numai unele nume au fost recunoscute oficial de Uniunea Astronomică Internațională, care a fost de acord cu faptul că numele formelor de relief de pe Charon ar trebui să fie extrase din următoarele:
- Destinații și momente importante din spațiul fictiv și alte explorații.
- Nave spațiale fictive și mitologice și alte explorații.
- Călători și exploratori fictivi și mitologici.
- Autori și artiști asociați cu exprorarea spațiului, în special Pluto și Centura Kuiper.

Unele forme de relief descoperite de misiunea New Horizons au primit nume provizorii bazate pe diferite francize science fiction și de fantezie, care includ Star Wars, Star Trek, Doctor Who, Alien, Firefly și Macross. Aceste nume rămân neoficiale până când sunt acceptate de IAU.
Pe 11 aprilie 2018, IAU a anunțat că mai multe nume au fost recunoscute în mod oficial.

## Terrae
O terra este o masă de uscat sau un teren înalt extins. Singurul teren înalt al lui Charon este numit după o destinție fictivă.
| Formă de relief | Numită după    | Detalii                                                                                            | Nume aprobat (Date · Ref) |
| --------------- | -------------- | -------------------------------------------------------------------------------------------------- | ------------------------- |
| Oz Terra        | Ținutul lui Oz | Locul desfășurării acțiunii pentru nuvela de copii a lui L. Frank Baum, The Wonderful Wizard of Oz |                           |

## Dorsa
Un dorsum este o creastă. Singurul dorsum de pe Charon este numit după un autor.
| Formă de relief  | Numită după    | Detalii                                                                                                | Nume aprobat (Date · Ref) |
| ---------------- | -------------- | --- | ------------------------- |
| McCaffrey Dorsum | Anne McCaffrey | O autoare american-irlandeză science fiction, cel mai bine cunoscută pentru seria Dragonriders of Pern | 2020-08-05 · WGPSN        |

## Maculae
O macula este o zonă întunecată. Maculaele Charoniene sunt numite după destinții fictive.
| Formă de relief  | Numită după | Detalii                      | Nume aprobat (Date · Ref) |
| ---------------- | ----------- | ---------------------------- | ------------------------- |
| Gallifrey Macula | Gallifrey   | Planetă din seria Doctor Who |                           |
| Mordor Macula    | Mordor      | Tărâm din mitologia Tolkien  |                           |

## Plana
Un planum este un podiș sau o câmpie ridictă, singurul planum de pe Charon este numit după o destinție fictivă.
| Formă de relief | Numită după | Detalii                     | Nume aprobat (Date · Ref) |
| --------------- | ----------- | --------------------------- | ------------------------- |
| Vulcan Planum   | Vulcan      | Planetă din seria Star Trek |                           |

## Montes
Un mons este un munte. Montes de pe Charon sunt numiți după autori și artiști.
| Formă de relief | Numită după       | Detalii                 | Nume aprobat (Date · Ref) |
| --------------- | ----------------- | ----------------------- | ------------------------- |
| Butler Mons     | Octavia E. Butler | autoare science-fiction | 2018-04-11 · WGPSN        |
| Clarke Montes   | Arthur C. Clarke  | autor science-fiction   | 2018-04-11 · WGPSN        |
| Kubrick Mons    | Stanley Kubrick   | regizor                 | 2018-04-11 · WGPSN        |

## Chasmata
O chasma este o depresiune adâncă, alungită și abruptă. Chasmata de pe Charon sunt numite după nave din ficțiune.
| Formă de relief | Numită după   | Detalii | Nume aprobat (Date · Ref) |
| --------------- | ------------- | --- | ------------------------- |
| Argo Chasma     | Argo          | navă din Mitul grec al lui Iason și Argonauții | 2018-04-11 · WGPSN        |
| Caleuche Chasma | Caleuche      | navă fantomă mitologică care traversează mările din jurul insulei Chiloé, de lângă coasta lui Chile, strângând morții, care trăiesc pe ea pe vecie după aceea | 2018-04-11 · WGPSN        |
| Macross Chasma  | SDF-1 Macross | navă spațială din seria Macross |                           |
| Mandjet Chasma  | Mandjet       | barca solară a zeului soare din Egiptul antic, Ra | 2018-04-11 · WGPSN        |
| Nostromo Chasma | Nostromo      | navă spațială din filmele Alien |                           |
| Serenity Chasma | Serenity      | navă spațială din seria Firefly |                           |
| Tardis Chasma   | TARDIS        | navă spațială/temporală din seria Doctor Who |                           |

## Cratere

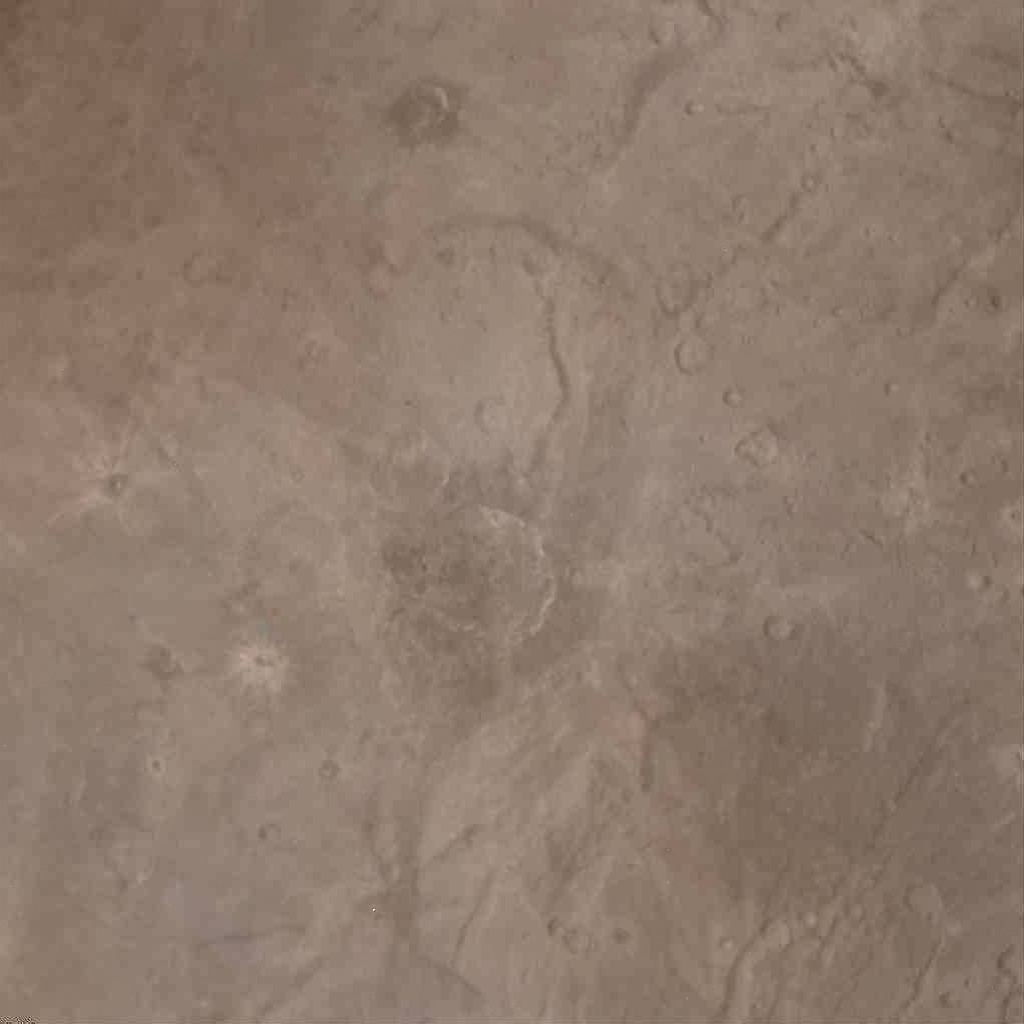
Poză cu Charon centrată pe Craterul Ripley. Nostromo Chasma trece prin Ripley. Vader este creterul întunecat la 12:00, Craterul Organa este la 9:00, Craterul Skywalker la 8:00, Gallifrey Macula și Tardis Chasma la 4:00.

Craterele de pe Charon sunt numite după personaje asociate cu science fiction și fantezie.
| Formă de relief | Numită după    | Detalii                                                                           | Nume aprobat (Date · Ref) |
| --------------- | -------------- | --------------------------------------------------------------------------------- | ------------------------- |
| Alice           | Alice          | protagonista a două nuvele de Lewis Carroll                                       |                           |
| Cora            | Cora           | protagonista din The Underground Railroad de Colson Whitehead                     | 2020-08-05 · WGPSN        |
| Dorothy         | Dorothy Gale   | protagonista din romanele Oz de L. Frank Baum                                     | 2018-04-11 · WGPSN        |
| Kaguya-Hime     | Kaguya-Hime    | prințesă de pe Lună dintr-o poveste populară japoneză                             |                           |
| Kirk            | James T. Kirk  | personaj din seria Star Trek                                                      |                           |
| Organa          | Leia Organa    | personaj din filmele Star Wars                                                    |                           |
| Nasreddin       | Nasreddin      | Călător Sufi din folclor                                                          | 2018-04-11 · WGPSN        |
| Nemo            | Căpitanul Nemo | personaj din romane de Jules Verne                                                | 2018-04-11 · WGPSN        |
| Pirx            | Pilot Pirx     | personajul principal din povești scurte scrise de Stanisław Lem                   | 2018-04-11 · WGPSN        |
| Revati          | Revati         | personajul principal din epopeea Hindusă Mahabharata                              | 2018-04-11 · WGPSN        |
| Ripley          | Ellen Ripley   | personaj din filmele Alien                                                        |                           |
| Sadko           | Sadko          | aventurier cere a călătorit până pe fundul mării în epopeea medievală rusă Bîlina | 2018-04-11 · WGPSN        |
| Skywalker       | Luke Skywalker | personaj din filmele Star Wars                                                    |                           |
| Spock           | Spock          | personaj din seria Star Trek                                                      |                           |
| Sulu            | Hikaru Sulu    | personaj din seria Star Trek                                                      |                           |
| Uhura           | Nyota Uhura    | personaj din seria Star Trek                                                      |                           |
| Vader           | Darth Vader    | personaj din filmele Star Wars                                                    |                           |